# Чередник Олексій Валентинович
Олексій Валентинович Чередник (нар. 15 вересня 1960, Сталінабад, Таджицька РСР, СРСР) — радянський та український футболіст, захисник. Олімпійський чемпіон з футболу 1988 року.
Виступав, зокрема, за «Памір» (Душанбе), дніпропетровське «Дніпро», англійський «Саутгемптон».
Виборов золоту олімпійську медаль та звання олімпійського чемпіона на сеульській Олімпіаді, виступаючи у складі олімпійської збірної СРСР з футболу.

## Досягнення
Клубні
- Чемпіон СРСР: 1988
- Володар Кубка СРСР: 1989
- Володар Кубка Федерації футболу СРСР: 1986, 1989

У збірній
- Олімпійський чемпіон: 1988

Нагороди
- Орден «За заслуги» III ступеня (2004) [1]